# Canthigaster rapaensis
Canthigaster rapaensis is een  straalvinnige vissensoort uit de familie van kogelvissen (Tetraodontidae). De wetenschappelijke naam van de soort is voor het eerst geldig gepubliceerd in 1977 door Allen & Randall.
De soort staat op de Rode Lijst van de IUCN als Kwetsbaar, beoordelingsjaar 1996.